# كليتا ميتشل
كليتا ميتشل (من مواليد 16 سبتمبر 1950) هي محامية أمريكية وسياسية سابقة وناشطة في المجال الانتخابي ضمن الحزب الجمهوري. تم انتخاب ميتشل في عام 1976، وشغلت مقعدًا في مجلس نواب أوكلاهوما حتى عام 1984، حيث مثلت المنطقة 44 كعضو في الحزب الديمقراطي. وفي عام 1996، انضمت إلى الحزب الجمهوري. ومنذ ذلك الحين، عملت كمحامية وناشطة في الحزب الجمهوري، حيث ركزت على القضايا الانتخابية، مدعية دون تقديم دليل على أن الديمقراطيين يفوزون في الانتخابات باستخدام أساليب الغش.
بعد فوز جو بايدن في الانتخابات الرئاسية لعام 2020، قامت ميتشل بمساعدة دونالد ترامب في مساعيه لإلغاء نتائج الانتخابات، حيث ضغطت على مسؤولي الانتخابات "لإيجاد" أصوات كافية له لتحقيق الفوز. عقب مشاركتها في مكالمة هاتفية ضغط فيها ترامب على وزير خارجية جورجيا، براد رافينسبيرجر، لتغيير نتائج الانتخابات في جورجيا (التي فاز بها بايدن)، استقالت ميتشل من منصبها كشريك في شركة فولي آند لاردنر. وفي عام 2021، أسست صندوق ضمان لتحويل الأموال إلى الشركات التي تجري تدقيقًا انتخابيًا مؤيدًا لترامب في انتخابات أريزونا لعام 2020. ومنذ ذلك الحين، عملت على دفع التعديلات في قانون الانتخابات في جورجيا، التي تهدف إلى عرقلة سرعة الإعلان عن نتائج الانتخابات وتسهيل تأخير تصديق نتائجها.

## الحياة المبكرة والتعليم
ولدت كليتا بي. ديذراج ميتشل باسم كليتا ديثيراج في 16 سبتمبر 1950، في أوكلاهوما سيتي ، أوكلاهوما. التحقت بمدرسة كلاسين الثانوية في سنتها الدراسية الثانية والثالثة. في عام 1971، كانت ميتشل واحدة من أصل خمسة منسقين للمؤتمر السياسي النسائي في أوكلاهوما. حصلت على درجة البكالوريوس في عام 1973 ودرجة الدكتوراه في القانون في عام 1975، وكلاهما من جامعة أوكلاهوما.
كانت كطالبة من دعاة حركة حقوق المرأة، وشاركت في حملة من أجل إقرار تعديل الحقوق المتساوية، ومن أجل الاعتراف القانوني بمساهمة ربة المنزل في قيمة عقار الزوجين، وهو ما تم رفضه في أوكلاهوما آنذاك. اعتبرت السيناتور الأمريكية مارغريت تشيس سميث من ولاية ماين قدوتها. وكانت أيضًا واحدة من أوائل النساء اللاتي ترشحن لمنصب رئيس الطلاب في جامعة أوكلاهوما، لكنها خسرت الانتخابات.

## مجلس النواب في أوكلاهوما
خدمت ميتشل كعضو في مجلس النواب في أوكلاهوما من عام 1976 إلى عام 1984، كعضو في الحزب الديمقراطي. في فترة ولايتها الثانية، أصبحت ميتشل أول امرأة تتولى رئاسة لجنة المخصصات والميزانية في مجلس النواب في أوكلاهوما. خلال فترة توليها لمنصبها، دعمت حقوق المرأة، وتعديل الحقوق المتساوية، وإصلاح التعليم التقدمي.
عملت أيضًا في اللجنة التنفيذية للمؤتمر الوطني للهيئات التشريعية للولايات. كانت زميلة في معهد السياسة التابع لمدرسة هارفارد كينيدي في عام 1981. في عام 1984، تم إدراجها في مجلة تايم كواحدة من أكثر النساء الديمقراطيات الواعدات.
عادت ميتشل إلى السياسة وترشح لمنصب نائب حاكم ولاية أوكلاهوما في عام 1986 دون جدوى. قال حاكم ولاية أوكلاهوما السابق ديفيد والترز إن خسارتها في الانتخابات التمهيدية الديمقراطية أمام روبرت س. كير الثالث "تسببت في تحول حقيقي من جانبها".

## العمل القانوني والنشاط المحافظ
في عام 1991 انتقلت إلى واشنطن العاصمة لتصبح ناشطة في مجال تحديد مدة الولاية؛ وفي ذلك العام، تم تعيينها مديرة تنفيذية لمعهد تحديد مدة الولاية القانوني. كانت مستشارة مساعدة للمتقدمين بالالتماس في قضية المحكمة العليا الأمريكية "حدود مدة الولاية الأمريكية ضد ثورنتون"، والتي قضت فيها المحكمة بأن الدستور الفيدرالي يمنع حكومات الولايات من فرض حدود زمنية للمناصب الفيدرالية.
في عام 1996، غيرت ميتشل انتمائها السياسي من الديمقراطي إلى المستقل، ثم إلى الجمهوري. في مرحلة ما من تسعينيات القرن العشرين، تراجعت عن دعمها لتعديل الحقوق المتساوية وأشادت بفشله في النجاح.
في عام 2001، انضمت إلى شركة "فولي آند لاردنر" حيث مثلت العديد من القضايا المحافظة. استقالت في يناير 2021 بسبب مخاوف قانونية تتعلق بتورطها في المكالمة التي أجراها ترامب لمحاولة عكس الأصوات المعتمدة في ولاية جورجيا في الانتخابات الرئاسية الأمريكية لعام 2020.
مثّلت ميتشل دونالد ترامب في عام 2011، ودافعت عنه ضد الاتهامات التي وجهت إليه بانتهاك قوانين الانتخابات الفيدرالية في حملة استكشافية للرئاسة.
كان ميتشل من أبرز المنتقدين لإدارة الضرائب، متهمًا الوكالة باستهداف جماعات حزب الشاي. وقد أدلت بشهادتها أمام الكونجرس في عام 2014، مؤكدة أن مفوض مصلحة الضرائب كذب على الكونجرس. وطالبت بإلغاء مصلحة الضرائب. وخلصت التحقيقات التي أجراها الكونجرس والوكالات الفيدرالية في وقت لاحق إلى عدم وجود دليل على أن مصلحة الضرائب استهدفت الجماعات المحافظة. كما مثلت أيضًا مرشحي الحزب الجمهوري لحزب الشاي شارون أنجل من نيفادا وجو ميلر من ألاسكا.
في عام 2018، أفاد موقع مكلاتشي دي سي أن ميتشل، التي كانت محامية طويلة الأمد لـ NRA، قد أعربت في السابق عن مخاوف بشأن العلاقات الوثيقة بين NRA وروسيا، واحتمالية قيام روسيا بتحويل الأموال عبر NRA لدعم الحملة الرئاسية لدونالد ترامب في عام 2016. إلا أن ميتشل نفت تمامًا أنها قد أعربت عن مثل هذه المخاوف. وكان اسم ميتشل مدرجًا في قائمة الأشخاص الذين سعى الديمقراطيون في لجنة الاستخبارات بمجلس النواب الأمريكي إلى مقابلتهم في إطار تحقيق اللجنة بشأن التدخل الروسي في انتخابات 2016.
كانت ميتشل أمينًا لصندوق الدفاع القانوني لمدير وكالة حماية البيئة سكوت برويت. وباعتبارها أمينة على هذا الصندوق، فقد سعت إلى جمع التبرعات للصندوق من الأفراد الذين لديهم مصالح أمام وكالة حماية البيئة. في عام 2019، مثلت منظمة ستيفن بانون غير الربحية، مواطني الجمهورية الأمريكية. كانت معارضة قوية للتدابير الصحية العامة التي تم تنفيذها على المستويين الإقليمي والمحلي لوقف انتشار مرض كوفيد-19.
عملت كمستشارة قانونية للجنة الوطنية الجمهورية لمجلس الشيوخ، واللجنة الوطنية الجمهورية للكونجرس، والرابطة الوطنية للبنادق في أمريكا. مثلت السناتور إليزابيث دول (جمهورية - كارولينا الشمالية)، والسناتور جيم إينهوف (جمهوري - أوكلاهوما)، والسناتور ديفيد فيتر (جمهوري - لويزيانا)، والسناتور جوردون سميث (جمهوري - أوريجون)، والسناتور جيم ديمينت (جمهوري - ساوث كارولينا)، والسناتور روي بلانت (جمهوري - ميزوري)، والسناتور ماركو روبيو (جمهوري - فلوريدا)، والسناتور بات تومي (جمهوري - بنسلفانيا)، والسناتور كيلي أيوت (جمهوري - نيو هامبشاير)، والنائب توم كول (جمهوري - أوكلاهوما).
وهي عضو في مجالس إدارة العديد من المنظمات المحافظة، بما في ذلك مؤسسة برادلي التي تبرعت بمبلغ 6.5 مليون دولار لمشروع فيريتاس، والرابطة الوطنية للبنادق (NRA) (حيث عملت محامية أيضًا)، والرابطة الوطنية للمحامين الجمهوريين ، والتي كانت رئيسة سابقة لها. بصفتها عضوة في مجلس إدارة اتحاد المحافظين الأمريكي، لعبت ميتشل دورًا رئيسيًا في الجهود الرامية إلى طرد (مجموعة جمهورية مؤيدة لحقوق المثليين) من مؤتمر العمل السياسي المحافظ، وهو مؤتمر سنوي رئيسي لليمين ينظمه اتحاد المحافظين الأمريكي.

#### محاولة لقلب انتخابات 2020
ميتشل هو رئيس مجموعة النشطاء المحافظين، والتي تشتهر بتقديم ادعاءات حول تزوير الناخبين. وزعمت أن الديمقراطيين ينخرطون في "هجوم مخطط له جيدًا" على أنظمة الانتخابات. قبل انتخابات عام 2020، نظمت جهودًا قانونية للطعن في بطاقات الاقتراع بالبريد التي تم الإدلاء بها في الانتخابات. وقد عمل ميتشل بشكل وثيق مع جيني توماس ، زوجة قاضي المحكمة العليا كلارنس توماس ، في مجلس السياسة الوطنية لتنظيم الجهود الرامية إلى إبقاء ترامب في السلطة،  وذكرت صحيفة نيويورك تايمز أن ميتشل هو الذي "جند جون إيستمان، المحامي الذي صاغ نظريات قانونية خادعة تدعي أن نائب الرئيس مايك بنس يمكنه إبقاء السيد ترامب في السلطة".
بعد فوز جو بايدن في انتخابات عام 2020 ورفض الرئيس دونالد ترامب الاعتراف بالهزيمة، ادعت ميتشل أن الموتى صوتوا في الانتخابات.
في 2 يناير 2021، شاركت في محادثة هاتفية استمرت ساعة بين ترامب ووزير خارجية جورجيا براد رافينسبيرجر، حيث ضغط ترامب على رافينسبيرجر للتحقيق في ادعاءات غير مدعومة تنازع نتائج الانتخابات الرئاسية لعام 2020 بناءً على مقاطع فيديو مزورة وشائعات لا أساس لها من الصحة من وسائل الإعلام اليمينية. وفي أعقاب تلك المكالمة الهاتفية، اتهم ميتشل رافينسبيرجر بقول أشياء "غير صحيحة على الإطلاق" بشأن نتائج الانتخابات الرئاسية في جورجيا. بعد يومين، وبعد الإبلاغ عن مشاركة ميتشل في المكالمة، أصدر مكتب المحاماة فولي آند لاردنر (حيث كانت ميتشل شريكة) بيانًا قال فيه إن سياسة مكتب المحاماة هي عدم تمثيل الأطراف التي تسعى إلى الطعن في نتائج انتخابات عام 2020؛ وأن الشركة كانت "على علم بمشاركة ميتشل في المكالمة الهاتفية وتشعر بالقلق بشأنها"؛ وأن الشركة كانت تعمل على فهم مشاركتها بشكل أكثر شمولا.  استقالت ميتشل من شركة فولي ولاردنر في اليوم التالي. وقالت الشركة إن ميتشل "خلصت إلى أن رحيلها كان في مصلحة الشركة، فضلاً عن مصلحتها الشخصية". ألقت ميتشل باللوم في استقالتها على حملة ضغط ضخمة مزعومة أطلقتها جماعات يسارية على وسائل التواصل الاجتماعي.

#### حملة تقييد التصويت
في عام 2021، تولت ميشيل دورًا محوريًا في تنسيق جهود الحزب الجمهوري لتشديد قوانين التصويت. لقد وضعتها منظمة فريدوم ووركس على رأس مبادرة بقيمة 10 ملايين دولار للدفع نحو تقييد التصويت، وتدريب المحافظين في الانتخابات المحلية. أنشأت صندوق ضمان لتوجيه الأموال إلى الشركات التي تجري "تدقيقًا" مؤيدًا لترامب في الانتخابات الرئاسية لعام 2020 في مقاطعة ماريكوبا بولاية أريزونا.

#### لجنة المساعدة الانتخابية
من نوفمبر 2021 حتى نوفمبر 2023، خدمت ميتشل في مجلس المستشارين للجنة المساعدة الانتخابية الفيدرالية. ويجتمع المجلس مرتين سنويا وليس لديه سلطة وضع القواعد ولكن يمكنه تقديم توصيات إلى اللجنة. وقد تم ترشيحها من قبل الأعضاء المعينين من قبل الحزب الجمهوري في اللجنة وتمت الموافقة عليها بأغلبية الأصوات. تقوم لجنة الانتخابات الأوروبية بإصدار شهادات لآلات التصويت وتقديم المشورة لمسؤولي الانتخابات المحليين بشأن الامتثال للوائح الفيدرالية.

#### شبكة نزاهة الانتخابات
ساعد معهد الشراكة المحافظة، وهو مؤسسة فكرية يمنية أسسها جيم ديمينت، في إنشاء مشروع شبكة نزاهة الانتخابات، وهو جهد قادته كليتا ميتشل بدءًا من عام 2021. يعد كل من ميتشل ورئيس موظفي البيت الأبيض السابق مارك ميدوز من الأعضاء الكبار في معهد الشراكة المحافظة، الذي تلقى تمويلاً من لجنة إنقاذ أمريكا التابعة لترامب.
وبحسب صحيفة نيويورك تايمز، يستعد ميتشل لانتخابات مستقبلية، ويحظى بدعم من منظمات يمينية أخرى ممولة جيدًا أيضًا، بما في ذلك اللجنة الوطنية الجمهورية. لقد عقدت شبكة نزاهة الانتخابات ندوات ودورات تدريبية في جميع أنحاء البلاد،  وتعمل على "تجنيد مؤيدي نظريات المؤامرة الانتخابية في سلاح الفرسان المنظم من الناشطين [الذين سوف] يراقبون الانتخابات ... لقد استغلت شبكة من المجموعات الشعبية" التي تروج لـ " الكذبة الكبرى " وتعتقد أن ترامب فاز في انتخابات 2020. وفي حديثها عن جهود التنظيم هذه، قالت خلال حلقة يونيو 2022 من بودكاست غرفة الحرب لستيفن بانون: "2020 - لن تتكرر أبدًا. هذا هو هدفنا".
قد تتحقق بعض طموحات شبكة نزاهة الانتخابات التي تم تشكيلها حديثًا على أساس تكتيكات مثل مراقبة استطلاعات الرأي وتقديم طلبات السجلات العامة، ولكن هناك مخاوف من أن المجموعة ستركز أيضًا على البحث في "المسؤولين المحليين والولائيين لتحديد ما إذا كان كل منهم" صديقًا أم عدوًا "للحركة". تضمنت تدريبات شبكة نزاهة الانتخابات التي يديرها ميتشل "أساليب عدوانية" مثل المراقبة، وتشجيع المشاركين على التحقق من قوائم الناخبين بأنفسهم. وقد يؤدي هذا إلى زيادة الضغوط على المسؤولين المحليين وتعطيل عملية التصويت، وخاصة "عندما يجريها أشخاص مقتنعون بالأكاذيب حول الاحتيال".
لقد أنتجت شبكة نزاهة الانتخابات دليلاً للنشر على وسائل التواصل الاجتماعي لتقديم المشورة للأعضاء، واقترحت استخدام فيسبوك وX وTruth Social وGettr وRumble.

#### بودكاست و ERIC
يستضيف ميتشل بودكاست يسمى "من يحسب"، وهو من كبار جماعات الضغط ضد مشاركة الدولة في مركز معلومات التسجيل الإلكتروني، والذي يسمح للولايات بمقارنة قوائم الناخبين لمنع التصويت المزدوج.

## الحياة الشخصية
تزوجت من دوان درابر، وهو مواطن من ولاية أوكلاهوما من نورمان، في عام 1973. وفي عام 1980 حصل على زمالة التدريس في كلية كينيدي للحكومة بجامعة هارفارد، ثم انتقل إلى ماساتشوستس. انفصل الزوجان بعد عامين في يوليو 1982 على أساس عدم التوافق. وفي وقت لاحق، أعلن درابر أنه رجل مثلي الجنس، في عام 1988أصبح مديرًا لبرامج الإيدز في إدارة الصحة العامة في ماساتشوستس. توفي بمرض الإيدز في عام 1991.
في عام 1984، تزوجت كليتا ديثيراج من ديل ميتشل، الذي كان ابن نجم فريق كليفلاند إنديانز في الأربعينيات والخمسينيات من القرن الماضي ولاعب خط اليسار في فريق بروكلين دودجرز (لورين) ديل ميتشل. لديهم ابنة. في عام 1986، بدأ مكتب التحقيقات الفيدرالي التحقيق مع ديل ميتشل بتهمة الإهمال المصرفي، وفي عام 1992 أدين بخمس تهم جنائية تتعلق بالتآمر على الاحتيال، وإساءة استخدام أموال البنوك، والإدلاء ببيانات كاذبة للبنوك. حُكم عليه بدفع تعويضات قدرها 3 ملايين دولار، وحُكم عليه بالسجن مع وقف التنفيذ لمدة خمس سنوات، وأُمر بأداء خدمة المجتمع. تم إلغاء إدانة زوجها بتهمة واحدة في الاستئناف وتم تخفيض مبلغ التعويض. ونتيجة لنتائج تحقيقات الادعاء العام، وافق في عام 1988 على الانسحاب من العمل المصرفي. وفقًا لكليتا ميتشل، فإن إدانته أقنعتها بأن "التنظيم الحكومي المفرط هو أحد الفضائح الكبرى في عصرنا".

## منشورات مختارة
- ميتشل، كليتا ديثيراج (1991). "تقييد فترات الكونجرس: العودة إلى الديمقراطية الأساسية". مجلة القانون والسياسة. 7: 733-746.
- ميتشل، كليتا (مايو 1999). "صعود هاتين الهوايتين الوطنيتين في أمريكا: البيسبول والقانون". مراجعة قانون ميشيغان. 97 (6): 2042-2061. doi:10.2307/1290242. JSTOR 1290242. دليل الامتثال للضغوط (2008، كتب كولومبيا)
- ميتشل، كليتا (2012). "الإفصاح عن المانحين: تقويض التعديل الأول" (ملف PDF). مراجعة قانون مينيسوتا. 96: 1755، 1762.